# 罗希 (主持人)
罗希（1987年12月21日—），中国女主持人、演员。

## 演艺经历
2011年，主持中国中央电视台中文国际频道（CCTV-4）节目《远方的家》。
2012年，担任浙江卫视公益节目《中国梦想秀》莆田站招募活动主持人。
2015年4月，主持浙江卫视《奔跑吧兄弟》幕后花絮节目《跑男来了》；8月，参演微电影《美棠》；12月28日，与江苏卫视主持人李好联手主持《网易CC2015年度风云盛典》。
2017年2月，与李咏、孙坚共同主持浙江卫视美食节目《熟悉的味道》。
2018年7月，主持浙江卫视《奔跑嘉年华》倒计时节目《奔跑嘉年华进行时》；9月，主持浙江卫视《2018中国好声音·中秋演唱会》。